# Живі і мертві (фільм, 1964)
«Живі і мертві» (рос. «Живые и мёртвые») — російський радянський двосерійний художній фільм, знятий на кіностудії «Мосфільм» в 1964 році режисером Олександром Столпером по першій частині однойменного роману Костянтина Симонова. Прем'єра фільму відбулася 24 лютого 1964. В 1967 році Олександр Столпер зняв продовження фільму — фільм «Відплата».

## Сюжет
Дія фільму розгортається в тимчасовому відрізку з перших днів німецько-радянської війни і до середини зими 1941—1942 років, до початку контрнаступу радянських військ під Москвою.
Іван Синцов (Кирило Лавров), кореспондент армійської військової газети, що перебував у відпустці, з початком війни повертається у свою частину, розташовану в Білорусі. Однак доїхати до частини йому не вдається, оскільки радянські війська відступають. Замість своєї частини він потрапляє на збірний пункт в місті Борисов. Там його направляють в штаб разом з іншим офіцером. Вони виходять на дорогу віддалік один від одного, щоб проголосувати і з попутним машиною доїхати до Орші. Але в цей час налітає німецька авіація і його попутника і машину, яку він тільки що зупинив, розносить вибухом авіабомби. Синцов потрапляє в іншу військову газету, розташовану в Могильові, а потім в два оточення — під Могильовом в липні і під Єльнею в жовтні 1941-го…

## У ролях
- Кирило Лавров — старший політрук Іван Синцов, кореспондент військової газети
- Анатолій Папанов — комбриг, генерал-майор Федір Федорович Серпилін
- Олексій Глазирін — Олексій Денисович Малінін, політрук роти
- Олег Єфремов — капітан / майор / полковник Іванов
- Людмила Крилова — військовий лікар Тетяна Миколаївна Овсянникова
- Лев Любецький — батальйонний комісар Сергій Миколайович Шмаков
- Людмила Любимова — Маша Синцова, дружина головного героя
- Софія Павлова — Серпиліна
- Євген Самойлов — командир комуністичного батальйону
- Василь Макаров — полковник Зайчіков, командир дивізії